# Ramón Monzón
Pour les articles homonymes, voir Monzón.
Ramón Catalunya Monzón dit Ramón Monzón (né le 3 septembre 1929 à Andorre et mort le 7 mars 1996 à Dax) est un dessinateur de bandes dessinées espagnol installé en France.

## Biographie
Il part vivre à Barcelone en 1950 pour exercer le métier de dessinateur. Il travaille notamment pour des revues comme Lupita, Chicolino ou Peques. 
Il part ensuite pour Paris en 1956. Après quelques planches et illustrations pour Âmes Vaillantes et Fripounet, il commence à travailler pour Vaillant, grâce à José Cabrero Arnal qui lui obtient un rendez-vous au siège du journal.

## Œuvres
Il collabore à de nombreux magazines comme Bayard, Vaillant (de 1956 à 1965) et Pilote où il écrit des scénarios de gags pour Mandryka.
Sa série la plus connue est Group-Group et Cha’ Pa, qui raconte les aventures d'un jeune indien Dakota (Cha’ Pa) et d'un animal imaginaire (Group-Group) dont le cri de guerre est «group group». Le personnage de Cha’ Pa est une invention personnelle, et le personnage de Group-Group une commande de Jean Ollivier, alors rédacteur en chef de Vaillant, visiblement  inspiré du Marsupilami de Franquin créé quelques années auparavant. Récemment arrivé de Barcelone, Ramón Monzón en ignorait semble-t-il l'existence.